# 網棋
網棋，是浙江蘭溪流傳的兩到四人棋類，類似象棋類遊戲。

## 棋具
- 每方有一枚王、五枚將、六枚兵。

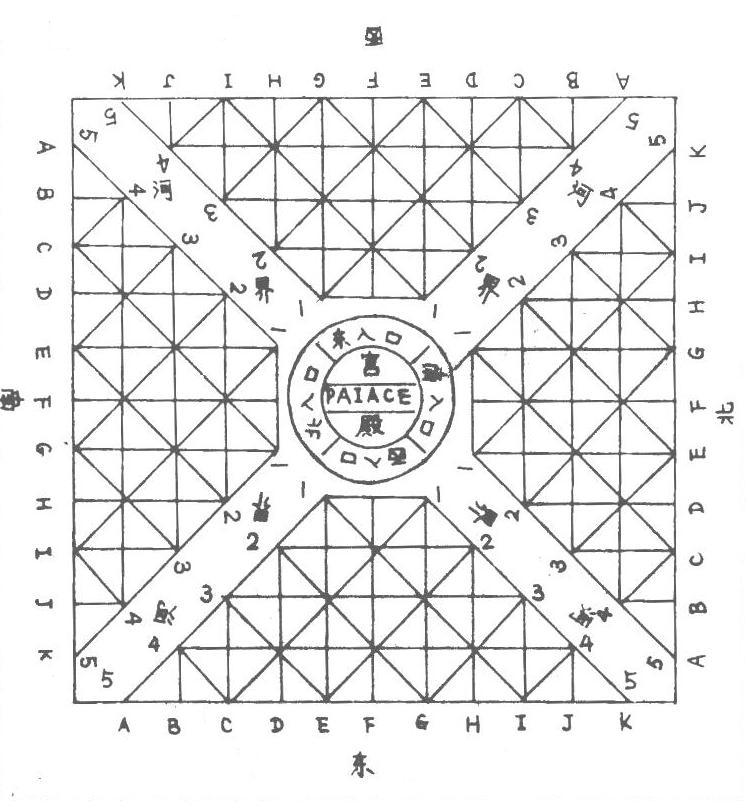
網棋棋盤

- 棋盤如圖，中間為一棋位，稱為宮殿。各方1F位為唯一能進入宮殿的棋位，稱為入口。

## 規則
- 初始布置，王放於5F。各子亦有多種規定的位置可選擇布置。
- 每方輪流移動一枚己棋至空處或敵棋處。若至敵棋處，將該敵棋移除棋盤。
  - 王循正方移動一格，移動範圍限制於4F、5E、5F、5G。
  - 將循正方移動，不限格數，不得越子。若要進入宮殿，需先停在對向敵方的入口，下回合才能進入。
  - 兵循正方移動一格。

- 以消滅敵方王，或己棋進入宮殿為勝[2]。